# Association sportive bayonnaise
 (juillet 2010).
Si vous disposez d'ouvrages ou d'articles de référence ou si vous connaissez des sites web de qualité traitant du thème abordé ici, merci de compléter l'article en donnant les références utiles à sa vérifiabilité et en les liant à la section « Notes et références ».
Pour les articles homonymes, voir ASB.
L'Association sportive bayonnaise (ASB) est un club omnisports français, basé à Bayonne, dans les Pyrénées-Atlantiques.

## Historique
Le club omnisports Amicale Jean-Macé est fondé le 6 décembre 1905 par des anciens élèves de l'école Jules Ferry. Le club change de nom en 1918 pour devenir l'Association sportive bayonnaise. Pendant la Seconde Guerre mondiale le club fusionne avec la Société nautique bayonnaise et le club de rugby à XIII Côte basque XIII et prend le nom AS Côte basque. À la libération le club disparait avant de revenir en 1962 et redevient l'AS Bayonne.
Aujourd'hui le club compte quatre sections omnisports : rugby féminin, rugby masculin, triathlon et randonnée pédestre. Au niveau des équipes de jeunes de rugby à XV, il forme une entente avec l'autre club de la même ville l'Aviron bayonnais, certains joueurs jouant donc avec les deux clubs.